# Steigung

Die Steigung einer linearen Funktion entspricht dem Quotienten

In der Mathematik, insbesondere in der Analysis, ist die Steigung (auch als Anstieg bezeichnet) ein Maß für die Steilheit einer Geraden oder einer Kurve.

## Allgemeines
Die Aufgabe, eine Steigung zu ermitteln, stellt sich nicht nur bei geometrischen Fragestellungen, sondern beispielsweise auch in der Physik, im Straßenbau, in der Betriebswirtschaftslehre oder in der Volkswirtschaftslehre. So entspricht etwa die Steigung in einem Zeit-Weg-Diagramm der Geschwindigkeit oder die Steigung in einem Zeit-Ladungs-Diagramm der Stromstärke.

## Steigung einer Geraden

### Definition und Berechnung

Steigung und Steigungswinkel einer Geraden

Die Steigung einer Geraden wird häufig durch den Buchstaben {\displaystyle m} bezeichnet. Verwendet man kartesische Koordinaten, so hat die Gerade, die durch zwei Punkte {\displaystyle (x_{1}|y_{1})} und {\displaystyle (x_{2}|y_{2})} festgelegt ist, die Steigung
{\displaystyle m={\frac {\Delta y}{\Delta x}}={\frac {y_{2}-y_{1}}{x_{2}-x_{1}}}}.
{\displaystyle \Delta x} (sprich: „Delta x“) bedeutet dabei die Differenz der {\displaystyle x}-Werte, {\displaystyle \Delta y} entsprechend die Differenz der zugeordneten {\displaystyle y}-Werte.
Für die durch die Punkte {\displaystyle (1|2)} und {\displaystyle (3|7)} verlaufende Gerade ergibt sich beispielsweise die Steigung
{\displaystyle m={\frac {7-2}{3-1}}={\frac {5}{2}}=2{,}5}.
Es spielt keine Rolle, von welchen Punkten der Geraden man die Koordinaten in die Formel einsetzt, es kommt stets dieselbe Steigung raus. Wählt man zum Beispiel die Punkte {\displaystyle (-1|-3)} und {\displaystyle (1|2)}, so erhält man ebenfalls
{\displaystyle m={\frac {2-(-3)}{1-(-1)}}={\frac {5}{2}}=2{,}5}.
Steigt die Gerade an (in positiver {\displaystyle x}-Richtung, also von links nach rechts betrachtet), so ist ihre Steigung positiv. Für eine fallende Gerade ist die Steigung negativ. Steigung 0 bedeutet, dass die Gerade waagrecht, also parallel zur {\displaystyle x}-Achse verläuft.
Hat die Gerade die Steigung {\displaystyle m} und schneidet sie die {\displaystyle y}-Achse im Punkt {\displaystyle (0|c)}, so hat sie die Gleichung
{\displaystyle y=mx+c}.
Hinweis: Geraden, die zur {\displaystyle y}-Achse parallel verlaufen, haben keinen Steigungswert: Je zwei Punkte haben nämlich denselben {\displaystyle x}-Wert, so dass bei Einsetzen in die Steigungsformel ein unbestimmter Ausdruck entsteht (siehe Division durch null). Man kann ihnen jedoch die Steigung „unendlich“ ({\displaystyle \infty }) zusprechen.

### Prozentangabe – v.a. im Straßenverkehr

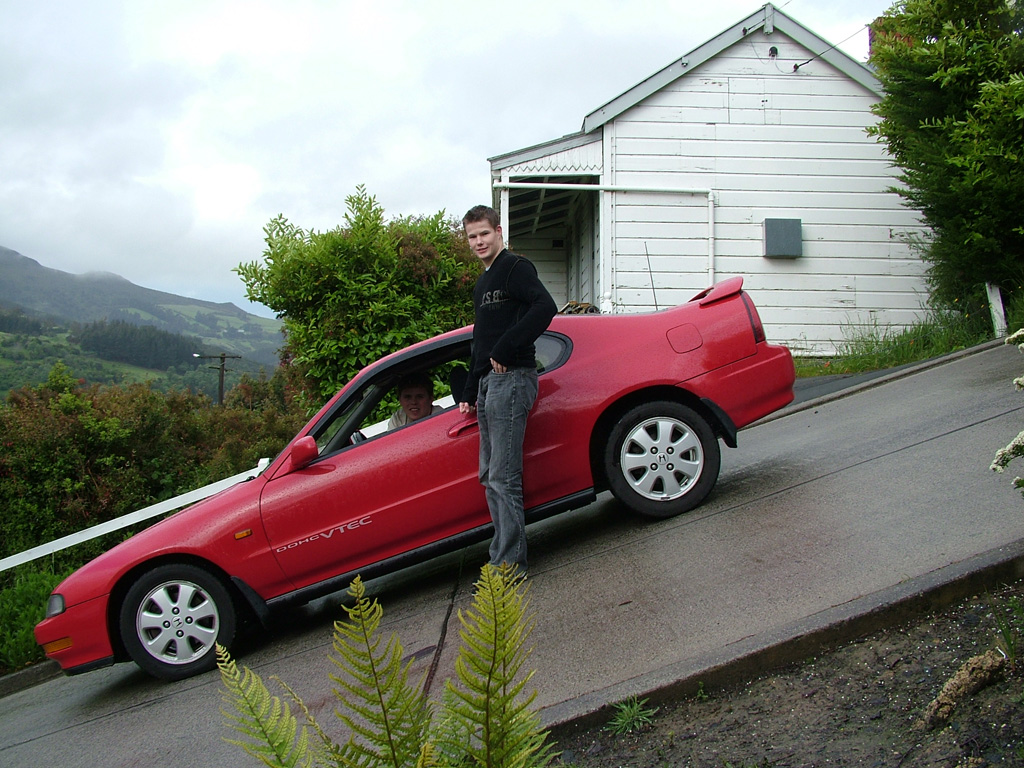
Die steilste Straße der Welt mit rund 35 % (19,3°) ist die Baldwin Street in Neuseeland.

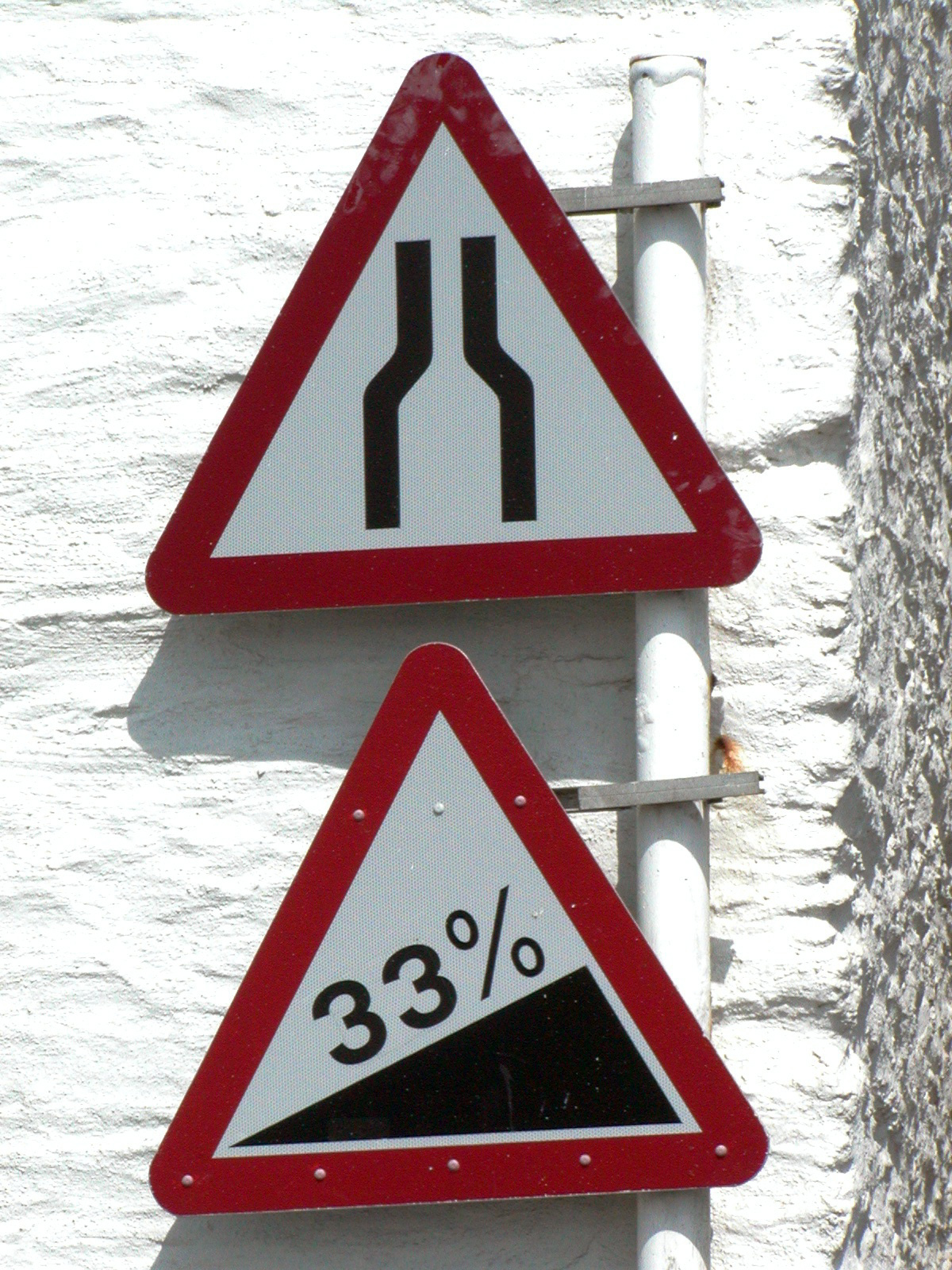
Steigungsangabe in Prozent auf einem Verkehrsschild (unteres Schild) in St Mawes, Cornwall

Die Steigung einer Geraden spielt auch im Straßenverkehr eine Rolle. Das Verkehrszeichen für die Steigung bzw. das Gefälle einer Straße basiert auf dem gleichen Steigungsbegriff, allerdings wird sie meist in Prozent (%) ausgedrückt. Eine Angabe von 12 % Steigung bedeutet zum Beispiel, dass pro 100 m in waagerechter Richtung die Höhe um 12 m zunimmt. Nach der oben gegebenen Definition hat man 12 m durch 100 m zu dividieren, was zum Ergebnis 0,12 führt (in Prozent-Schreibweise 12 %).

#### Steilste Straße Deutschlands
Die Steilstrecke Nordschleife hat seit 1927 bis zu 27 % Steigung, war aber gemäß Fahrordnung nicht Teil der Touristenfahrten, bei denen die Nordschleife eine gegen Maut öffentlich befahrbare Einbahnstraße ist, mit getrennter Richtungsfahrbahn, außerorts somit ohne Tempolimit.
Bislang galt nach eigenen Angaben die Oberweißbacher Straße in Deesbach, Thüringen als „steilste Straße Deutschlands“ mit 25,30 % Steigung, auf der jährlich ein Klapprad-Bergrennen stattfindet, sowie ebendort die „steilste Ortsstraße“ mit 22,65 % Steigung als zweitsteilste.
2017 fand jedoch ein hessischer Radiosender heraus, dass es im hessischen Ranstadt-Dauernheim eine Straße mit einer Steigung von 29 % gibt: den Hasenpfad.
In Berchtesgaden befindet sich die steilste deutsche Bundesstraße, die B 319 auf den Obersalzberg hinauf, mit 26 % Steigung.

#### Steilste Straße der Welt
Die steilste Straße der Welt ist die Baldwin Street in Neuseeland. Die maximale Steigung der knapp 350 Meter langen Straße beträgt 1:2,86 (19,3° oder ca. 35 %).

### Verhältnisangabe – z.B. bei Böschungen
Eine Verhältnisangabe wie 1:2,67 ist eine weitere Möglichkeit, Neigungen bzw. Steigungen zu definieren. Sie gibt, ebenso wie eine prozentuale Angabe, den Höhenunterschied pro Horizontalstrecke an: 1 m Höhe auf 2,67 m Strecke = 1/2,67 ≈ 0,37453 ≈ 37,45 % (= 37,45 m Höhe auf 100 m Strecke).
Auch Böschungen werden so angegeben. Das oft verwendete Verhältnis künstlicher Böschungen von 1:1,5 (abhängig vom Material usw.) ergibt 1 Meter Höhenunterschied auf 1,5 Meter Horizontalstrecke. Das bedeutet eine Steigung von 66,7 % sowie einen Steigungswinkel von arctan(1/1,5) = 33,7°.

## Steigungs- oder Neigungswinkel
Aus der Steigung {\displaystyle m} einer Geraden lässt sich mit Hilfe der Arcustangens-Funktion der zugehörige Steigungs- bzw. Neigungswinkel {\displaystyle \alpha } der Geraden bezogen auf die positive Richtung der {\displaystyle x}-Achse berechnen:
In einem rechtwinkligen Dreieck ist der Tangens von einem der beiden spitzen Winkel gleich dem Quotienten der jeweiligen Gegen- und Ankathete. Somit ist die Steigung zugleich der Tangens des Steigungswinkels gegenüber der positiven Richtung der {\displaystyle x}-Achse:
{\displaystyle m=\tan(\alpha ).}
Dabei ist {\displaystyle \alpha } ein orientierter Winkel, d. h. für negative Steigungen ist der Steigungswinkel negativ, während positiven Steigungen positive Steigungswinkel entsprechen. Bei der Angabe in Prozent ist zu beachten, dass Steigung und Steigungswinkel nicht proportional zueinander sind, es also auch nicht möglich ist, Steigungen und Steigungswinkel mit einem einfachen Dreisatz ineinander umzurechnen. So entspricht beispielsweise der Steigung 1 (= 100 %) ein Steigungswinkel von 45°, der Steigung 2 (= 200 %) dagegen nur noch ein Winkel von rund 63,4°, und nähert sich der Steigungswinkel dem Wert von 90°, so wächst die Steigung ins Unendliche.
Annähernde Proportionalität von Steigung und Steigungswinkel dagegen ist nur für kleine Steigungswinkel bis etwa 5° gegeben – so entspricht einer Steigung von ±0,01 bzw. ±1 % ein Steigungswinkel von annähernd ±0,57°, und umgekehrt ein Steigungswinkel von ±1° einer Steigung von annähernd ±0,0175 bzw. 1,75 %. Mathematisch lässt sich das dadurch erklären, dass die Ableitung des Tangens in 0 gerade gleich 1 ist, d. h. für Werte von {\displaystyle x} in der Nähe von 0 gilt {\displaystyle \tan(x)\approx x}.
Für größere Steigungswinkel dagegen, oder wenn ihre Größe exakt bestimmt werden soll, benötigt man die Umkehrfunktion des Tangens, das heißt die Arcustangens-Funktion:
{\displaystyle \alpha =\arctan(m).}
So erhält man zum Beispiel für eine Steigung von {\displaystyle m=40\,\%} einen Steigungswinkel von
{\displaystyle \alpha =\arctan(0{,}4)\approx 21{,}8^{\circ }.}
Bei negativen Steigungen ist hier zu beachten, dass – aufgrund der Punktsymmetrie der Arcustangens-Funktion – die Steigungswinkel {\displaystyle \alpha } negativ sind.

## Schnittwinkel
Der Steigungsbegriff liefert auch eine bequeme Methode, den Schnittwinkel {\displaystyle \varepsilon } zweier Geraden mit gegebenen Steigungen {\displaystyle m_{1}} und {\displaystyle m_{2}} zu bestimmen:
{\displaystyle \tan \varepsilon =\left|{\frac {m_{2}-m_{1}}{1+m_{1}\cdot m_{2}}}\right|.}
{\displaystyle \varepsilon =\arctan \left|{\frac {m_{2}-m_{1}}{1+m_{1}\cdot m_{2}}}\right|.}
Zwei Geraden sind genau dann parallel ({\displaystyle \varepsilon =0^{\circ }}), wenn ihre Steigungen übereinstimmen. Sie sind genau dann senkrecht zueinander ({\displaystyle \varepsilon =90^{\circ }}), wenn ihre Steigungen die Orthogonalitäts-Bedingung {\displaystyle m_{1}\cdot m_{2}=-1} erfüllen.

## Steigung von Gewinden
Bei metrischen Gewinden kennzeichnet die Steigung die Ganghöhe, das heißt den Abstand zwischen zwei Gewindestufen entlang der Gewindeachse, anders gesagt den axialen Weg, der durch eine Umdrehung des Gewindes zurückgelegt wird.
Bei zölligen Gewinden dagegen wird als Wert die Anzahl der Gewindegänge auf der Strecke von einem Zoll angegeben. Als Pseudoeinheit wird oft die Abkürzung TPI (“threads per inch”) verwendet.

## Gefälle an Gewässern, in potentialgetriebenen Prozessen und Strömungen
Insbesondere an Wasserkraftwerken wird der lokale Wasserspiegelunterschied zwischen Oberwasser und Unterwasser als Gefälle (oder auch Arbeitshöhe) bezeichnet. Das gilt für Mühlen, Laufkraftwerke, aber auch für Konstruktionen mit Stollen, Wasserschlössern und Druckrohren. Auch die Abnahme der Wasserspiegelhöhe zwischen zwei längs eines Fließgewässers bestimmten entfernten Punkten wird als Gefälle bezeichnet.
In Wärmekraftprozessen, etwa an Wärmekraftmaschinen oder Kälteaggregaten, wird von Druck- und Temperaturgefällen gesprochen, wenn diskrete Unterschiede entsprechenden Messgrößen zwischen zwei Bereichen bestehen, die zu von selbst ablaufenden Strömen von Fluiden (Gas, Flüssigkeit) bzw. Wärmeenergie führen.
Statische Druckgefälle können auch zwischen verschiedenen Punkten von Versorgungssystemen für Druckluft oder Leitungswasser, sowie in Lüftungsanlagen (bedeutsam für Hygiene, Reinraum, Geruchsbelästigung) bestehen. (Dynamisch tritt Druckabfall längs einer Strömungsstrecke auf.)
Chemisch-physikalische Prozesse werden mitunter durch ein räumlich bestehendes stoffliches Konzentrationsgefälle angetrieben. Osmose, Diffusion, Chromatografie, Kristallisation aus Lösung, Verdunstung seien hier genannt.
Im übertragenen Sinn werden analog in Ökonomie und Soziologie Unterschiede von Lohnniveau, Preisniveau oder Bildung, etwa regional zwischen Stadt und Land, sozial zwischen Mann und Frau als Lohngefälle, Preisgefälle, Bildungsgefälle bezeichnet.
In all diesen Fällen ist abweichend vom sonst üblichen Begriffsinhalt von Gefälle (als negativer Steigung) nicht eine Neigung im Sinn von Höhenunterschied pro Entfernung (Länge) und damit der Maßeinheit 1, sondern eine Höhendifferenz (gemessen in der Maßeinheit Meter) gemeint. Allen dadurch getriebenen Strömungsprozessen ist gemein, (von selbst) nur in eine Richtung – gefälleabwärts – abzulaufen (vgl. Potentialunterschied).

## Verallgemeinerung: Steigung einer Kurve
Eines der grundlegenden Probleme der Analysis besteht darin, die Steigung einer Kurve in einem gegebenen Kurvenpunkt herauszufinden. Die oben besprochene Formel ist jetzt nicht mehr verwendbar, da nur ein Punkt gegeben ist. Wählt man den zweiten Punkt willkürlich, erhält man kein eindeutiges Ergebnis oder, falls beide Punkte identisch gewählt werden, ist das Ergebnis nicht definiert, da durch 0 geteilt wird.
Man definiert die Steigung des Graphen einer Funktion in einem Punkt des Graphen daher als Steigung der Kurventangente in diesem Punkt. Die Differenzialrechnung liefert den Begriff der Ableitung als Hilfsmittel, um solche Steigungswerte ausrechnen zu können.
Beispiel: Für den Graphen der Funktion {\displaystyle f(x)=2x^{2}-{\frac {1}{2}}x^{3}} sollen die Steigung im Kurvenpunkt {\displaystyle (2|4)} und der zugehörige Neigungswinkel berechnet werden.
Zunächst ermittelt man die Ableitungsfunktion {\displaystyle f'(x)}:
{\displaystyle f'(x)=4x-{\frac {3}{2}}x^{2}}
Nun wird die {\displaystyle x}-Koordinate des gegebenen Punktes eingesetzt:
{\displaystyle f'(2)=4\cdot 2-{\frac {3}{2}}\cdot 2^{2}=2}
Aus dem Wert der Steigung ergibt sich der Neigungswinkel:
{\displaystyle \tan \alpha =2}  und damit  {\displaystyle \alpha =\arctan 2\approx 63{,}4^{\circ }}.